# Dani Luna
Dani Luna (Croydon, 2 marzo 1999) è una wrestler inglese.

## Carriera

### Circuito indipendente (2016–2020)
Dani Luna effettua il suo debutto nel mondo del wrestling il 3 dicembre 2016, utilizzando come ring name il suo vero nome, lottando nella promozione inglese Evolution Wrestling, dove è stata sconfitta da Lana Austin. Ricompare nella federazione due mesi dopo, perdendo un 2-on-1 Handicap match contro Mya Mae e Sierra Loxton. Durante il 2017, Dani debutta per altre federazioni, quali la British Empire Wrestling dove perde un Mixed tag team match insieme a Joey Scott contro Killian Jacobs e Millie McKenzie, la Full Force Wrestling dove prende parte senza successo ad un Gauntlet match per provare a conquistare il FFW Women's Championship, e la Preston City Wrestling dove vince un match qualificandosi per un No disqualification Fatal 5-way match vinto da Riho. Il 4 febbraio, Dani debutta anche per la Ironfist Wrestling sfidando Millie McKenzie per l'Ironfist Women's Championship, uscendone sconfitta; fa altre apparizioni per la federazione durante l'anno, lottando in due occasioni con Joey Scott perdendo in entrambi i casi, oltre a non vincere un Mount Olympus Challenge match in favore di Melanie Price. L'8 luglio 2018, Dani debutta per la Dragon Pro Wrestling sfidando Sierra Loxton per il Celtic Crown Women's Championship, uscendone sconfitta. Dopo aver vinto un match insieme a Sid Oakley contro Big Grizzly & Flynn Burden e Josh Holly & Shay Purser in un Triple threat tag team match, ottengono la possibilità di sfidare i 198 (Morgan Webster e Wild Boar) per i Dragon Pro Tag Team Championship, ma vengono sconfitti, diventando però la prima donna per lottare per il titolo maschile. Nel 2019 la Luna debutta per varie federazioni. A febbraio, prende parte al Women's Trophy Tournament, evento della South West Wrestling, dove viene sconfitta in finale da Kat Von Kaige. Nello stesso mese debutta nella International Pro Wrestling United Kingdom sfidando due volte Sierra Loxton per l'IPW:UK Women's Championship, perdendo in entrambe le occasioni. Il 17 marzo, Dani conquista il suo primo titolo battendo Sierra Loxton e Gisele Shaw in un Triple threat match, diventando la detentrice del Celtic Crown Women's Championship. Difende il titolo contro Gisele Shaw, Millie McKenzie, Nina Samuels, Jinny e Toni Storm. Il 1º giugno, Dani debutta nella Pro Wrestling Chaos sfidando Shax per il Maiden Of Chaos Championship, uscendone sconfitta, ma un mese dopo sconfigge la stessa Shax conquistando così il secondo titolo della carriera, difenendolo in diverse occasioni proprio contro Shax, Giselle Shaw, Jinny e Kara. Il 13 settembre, Dani prende parte al torneo per decretare la prima vincitrice femminile della Pro Wrestling SOUL, che successivamente conquistarà battendo in finale Kanji, detenendo anche il SOUL Women's Championship, terzo titolo della carriera, che difende contro Toni Storm e Nina Samuels. Verso la fine dell'anno, Dani ottiene diversi match titolati, quali contro Talia Martins per il BPW Women's Championship vincendo solo per squalifica, contro Meiko Satomura per il PROGRESS Women's Championship senza successo, e diventa la prima sfidante all'UPW Women's Championship ma viene sconfitta da Bobbi Tyler. Il 26 gennaio 2020, Dani prende parte al torneo per conquistare il vacante Fierce Females Championship, ma viene sconfitta in semifinale da Chantal Jordan.

### WWE (2019–2022)

#### NXT UK(2019–2022)
Dani Luna fa la sua prima apparizione in WWE durante l'episodio di NXT UK del 3 luglio 2019, dove viene sconfitta da Jazzy Gabert in un 2-on-1 Handicap match insieme a Mercedez Blaze. Fa un'altra apparizione nella puntata di NXT UK del 31 luglio, sempre nel ruolo di jobber, sconfitta questa volta da Rhea Ripley. Nella puntata di NXT UK del 25 settembre, Dani subisce la terza sconfitta per mano di Nina Samuels.
Il 31 gennaio 2020, Dani Luna firma un contratto con la WWE e viene assegnata nel territorio di sviluppo inglese di NXT UK. Nella puntata di NXT UK del 6 febbraio, Dani fa il suo debutto ma viene sconfitta da Piper Niven, stabilendosi come face. Nella puntata di NXT UK del 12 marzo, Dani ha sconfitto Amale per squalifica, quando viene colpita alle spalle dalla NXT UK Women's Champion Kay Lee Ray e scaraventata fuori dal ring; la Luna cerca di restituire il favore attaccandola, ma viene messa al tappeto dalla Gory bomb. Nella puntata di NXT UK del 19 marzo, Dani ha sfidato Kay Lee Ray per l'NXT UK Women's Championship, ma è stata sconfitta; nel post match, viene assalita dalla campionessa fino al salvataggio di Piper Niven, che la mette alla fuga. Nella puntata di NXT UK del 2 aprile, Dani e Piper Niven sono state sconfitte da Jinny e Kay Lee Ray.
Il 18 agosto 2022 Dani venne licenziata dalla WWE.

## Titoli e riconoscimenti
- Dragon Pro Wrestling (DPW)
  - Celtic Crown Women's Championship (1, attuale)
- Pro Wrestling Chaos (PWC)
  - Maiden Of Chaos Championship (1, attuale)
- Pro Wrestling SOUL (SOUL)
  - SOUL Women's Championship (1, attuale)